# Autoroute A36 (France)
Pour les articles homonymes, voir A36.
L’autoroute A36, surnommée La Comtoise, est une autoroute reliant Beaune à Ottmarsheim (frontière entre la France et l'Allemagne). Elle dessert principalement les villes de Dole, Besançon, Montbéliard, Belfort et Mulhouse et permet l’accès à l’Allemagne vers Fribourg-en-Brisgau et à la Suisse vers Bâle.

## Caractéristiques
Signalétique de référence :
- sens ouest-est : Besançon — Mulhouse — Strasbourg puis Fribourg ;
- sens est-ouest : à partir de l'Allemagne, Mulhouse, puis Lyon — Paris, puis Dijon.

Elle comprend trois sections gratuites :
- section service public entre l'Allemagne et Mulhouse-Ouest ;
- section hors péage entre Mulhouse-Ouest et Burnhaupt[1] ;
- section hors péage entre Belfort-Nord et Voujeaucourt.

Pour la section hors péage, il n'y a pas de perception, mais le tarif du péage est répercuté sur le tronçon à péage qui suit (ou précède). L'usager qui n'emprunte que la section payante de la concession est donc pénalisé.
La traversée urbaine de Mulhouse est délicate (entièrement en 2 × 3 voies) et le trafic est dense entre Belfort et Montbéliard (entièrement en 2 × 3 voies).
Elle croise l'autoroute A35 à Sausheim (axe nord-sud alsacien reliant Lauterbourg à Saint-Louis, autoroute non concédée) et rejoint l'HaFraBa en Allemagne (axe Hambourg-Francfort-Bâle), via le pont sur le Grand canal d'Alsace et le pont sur le Rhin d'Ottmarsheim réalisés tous deux par Jean-Paul Teyssandier en 1979,.
En Franche-Comté, à Dole, se situe une connexion avec l'A39 reliant Dijon à Bourg-en-Bresse.

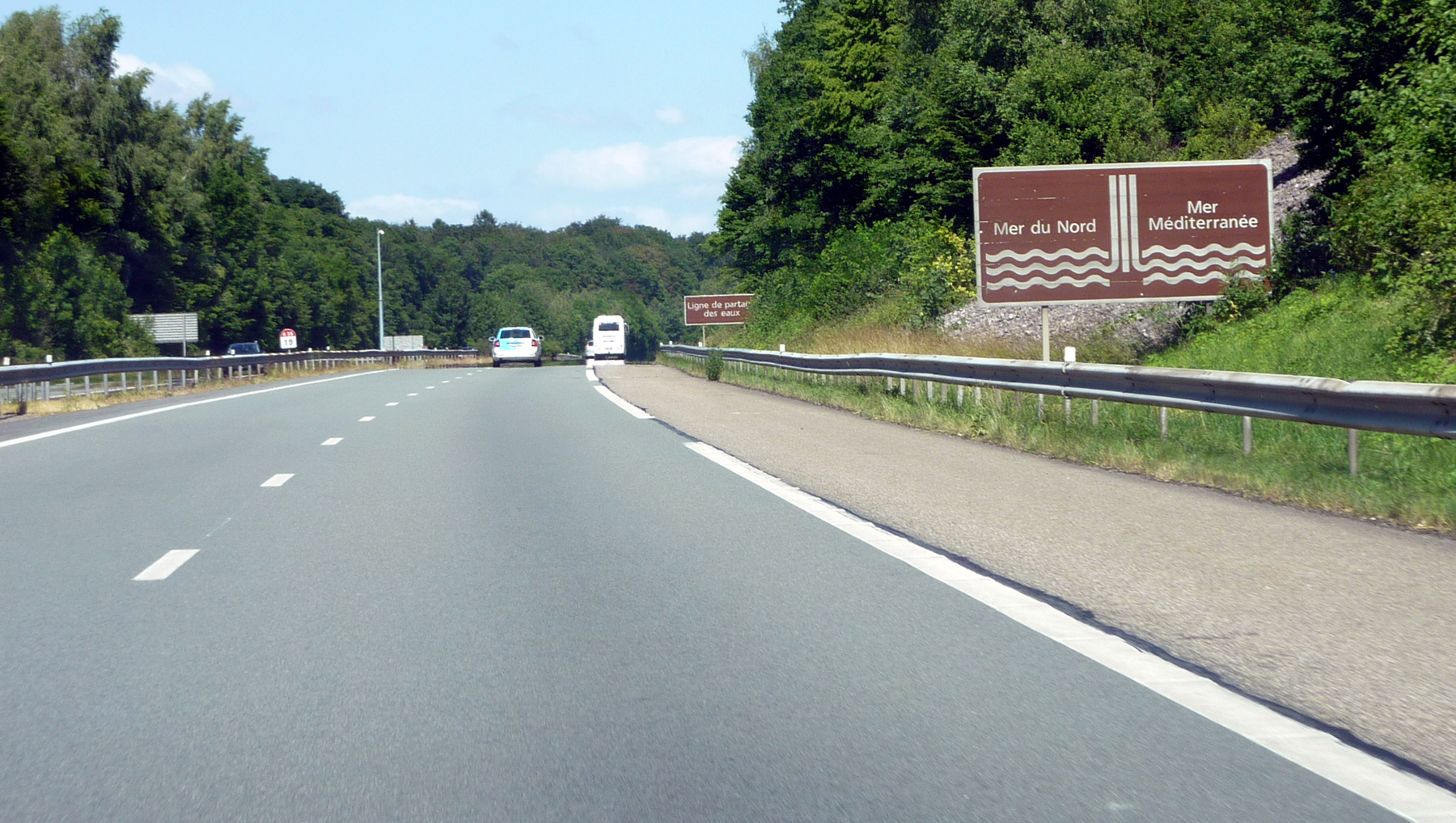
Autoroute A36, la ligne de partage des eaux.

## Gestion
L'autoroute A36 est concédée aux APRR entre Beaune et Mulhouse.
De 2006 à 2021, la section entre Mulhouse et la frontière allemande était gérée par la DIR Est. Depuis 2021, la Collectivité européenne d'Alsace assure la gestion de cette section.

## Sorties
Section concédée à APRR et payante (sauf entre les sorties 6.1 à 14 et 15).
- Échangeur entre A31 et A36 à 0 km : Beaune, Lyon, Paris (A6) (de et vers Beaune, demi-échangeur)
  -   Portion à 130 km/h, 2 × 2 voies.
  -  Aires de repos de Villy le Moûtier (sens  Beaune-Ottmarsheim),  d'Argilly (sens Ottmarsheim-Beaune)
  -  Aires de service du Bois Guillerot (sens Beaune-Ottmarsheim),  de Glanon (sens Ottmarsheim-Beaune)
- 1 Seurre à 21 km : Seurre, Saint-Jean-de-Losne, Nuits-Saint-Georges
  -  Aires de repos des Noues (sens  Beaune-Ottmarsheim),  de Saint Jean de Losne (sens Ottmarsheim-Beaune)
- Échangeur entre A39 et A36 à 40 km : Paris (A5), Dijon, Metz-Nancy, Lyon (A40), Grenoble, Genève ( Suisse), Lons-le-Saunier, Dole - Choisey

Passage du département de la Côte-d'Or à celui du Jura.
- Aires de repos de Sampans (sens  Beaune-Ottmarsheim),  du Bois des Potets (sens Ottmarsheim-Beaune)
- 2 Dole à 50 km : Dole - centre, Dole - Authume, Gray
  -  Aires de service de Dole Audelange (sens Beaune-Ottmarsheim),  de Dole Romange (sens Ottmarsheim-Beaunee)
- 2.1 Gendrey à 67 km : Arc-et-Senans, Dampierre, Gendrey (Péage acceptant seulement les cartes bancaires.)
  -  Aire de repos d'Hyombre (sens  Ottmarsheim-Beaune)

Passage du département du Jura à celui du Doubs.
- Aire de repos du Bois de Servole (sens  Beaune-Ottmarsheim)
- 3 Besançon - ouest à 83 km : Lausanne, Pontarlier, Besançon - centre, Besançon - Planoise, Gray
  -  Aires de repos du Bois de Frachère (sens  Beaune-Ottmarsheim),  de Pelousey (sens Ottmarsheim-Beaune)
- 4 Besançon - nord à 92 km : Besançon - centre, Lausanne, Vesoul, Besançon - Saint-Claude, École-Valentin
  -  Aires de service de Besançon - Marchaux (sens Beaune-Ottmarsheim),  de Besançon - Champoux (sens Ottmarsheim-Beaune)
- 4.1 Besançon - est à 107 km : Besançon - Palente, Marchaux, Champoux, Roulans
  -  Aires de repos de Chevaney (sens  Beaune-Ottmarsheim),  des Grands Brocards (sens Ottmarsheim-Beaune)
- 5 Baume-les-Dames à 126 km : Valdahon, Baume-les-Dames, Lure
  -  Aires de repos de la Combe de Fougère (sens  Beaune-Ottmarsheim),  du Boulet (sens Ottmarsheim-Beaune)
  -  Aires de repos du Charme (sens  Beaune-Ottmarsheim),  du Galiot (sens Ottmarsheim-Beaune)
- 6 L'Isle-sur-le-Doubs à 143 km : Clerval, L'Isle-sur-le-Doubs
- Péage de Saint-Maurice (à système fermé).
  -  Aire de service d'Écot (dans les deux sens)
  -   Portion à 110 km/h, 2 × 3 voies.
- 6.1 Voujeaucourt à 159 km : Pontarlier, Pont-de-Roide, Bavans, Voujeaucourt, Mathay
- 7 Audincourt à 163 km : Audincourt, Valentigney, Bavans, Voujeaucourt, Besançon par RD
- 8 Montbéliard à 165 km : Montbéliard
- 9 Sochaux - Exincourt à 167 km : Sochaux, Étupes, Exincourt, Audincourt, Usine Peugeot-Citroën de Sochaux, Musée de l'Aventure Peugeot
- 10 Grand-Charmont à 169 km : Grand-Charmont, Technoland
  -  Aire de repos de Dambenois (sens  Ottmarsheim-Beaune)

Passage du département du Doubs à celui du Territoire de Belfort.
- 11/11a/11b Sevenans à 177 km : Delémont ( Suisse), Delle,  Gare de Belfort - Montbéliard TGV,  Hôpital Nord Franche-Comté, Vesoul, Épinal, Héricourt
- 12/12a/12b Belfort - sud à 180 km : Belfort - centre, Belfort - Les Résidences, Belfort - La Pépinière, Bavilliers, Danjoutin
  -   Portion à 110 km/h, 2 × 2 voies.
- 13 Belfort - Glacis du Château à 183 km : Belfort
  -   Portion à 130 km/h, 2 × 2 voies.
- 14 Bessoncourt à 186 : Mulhouse par RD, Colmar par RD, Bessoncourt
  -  Aires de repos de La Forêt (sens  Beaune-Ottmarsheim),  des Grands Prés (sens Ottmarsheim-Beaune)
- 14.1 Fontaine à 192 km : Fontaine, Masevaux, Giromagny
- Péage de Fontaine - Larivière (à système ouvert) 
  -  Aires de repos du Haut Bois (sens  Beaune-Ottmarsheim),  d'Angeot (sens Ottmarsheim-Beaune)

Passage du département du Territoire de Belfort à celui du Haut-Rhin. Passage de la région Bourgogne-Franche-Comté (Franche-Comté) à celle du Grand Est (Alsace).
- Aire de service de la Porte d'Alsace (dans les deux sens)
- 15 Burnhaupt à 208 km : Colmar, Guebwiller, Belfort par RD, Masevaux, Thann-Cernay, Altkirch, Burnhaupt-le-Bas, Burnhaupt-le-Haut
  -   Portion à 110 km/h, 2 × 3 voies.

Section non-concédée gérée par la Collectivité européenne d'Alsace et gratuite.
- 16/16a/16b Mulhouse - Les Coteaux à 217 km : Mulhouse, Brunstatt, Morschwiller-le-Bas, Altkirch, Épinal, Thann, Cernay, Wittelsheim, Lutterbach
- 17 Mulhouse - Dornach à 219 km : Mulhouse, Pfastatt, Lutterbach
- 18/18a/18b Mulhouse - Bourtzwiller à 222 km : Mulhouse - centre, Guebwiller, Wittenheim, Kingersheim, Illzach - centre, Riedisheim, Parc des Expositions
- 19 Mulhouse - centre à 223 km (depuis et vers Allemagne) : Mulhouse, Riedisheim, Parc des Expositions
- 20 Île Napoléon à 225 km : Sausheim, Illzach - Modenheim
  -   Portion à 110 km/h, 2 × 2 voies.
- Échangeur entre A35 et A36 à 227 km : Strasbourg, Colmar, Bâle  Suisse,  Euroairport
  -   Portion à 130 km/h, 2 × 2 voies.
- 21 Usine Peugeot-Citroën à 229 km : Usine Peugeot-Citroën de Mulhouse
  -   Portion à 110 km/h, 2 × 2 voies.
- 22 Ottmarsheim à 235 km : Ottmarsheim
  -  Viaduc sur le  Grand Canal d'Alsace
  -  Viaduc sur le  Rhin +  France /  Allemagne : Frontière franco-allemande,  Fin de l'autoroute A36
- Échangeur entre A5 (Allemagne) et A36 (Dreieck Neuchâtel) (sortie 66 de l'A5)  à 237 km : Fribourg, Stuttgart, Karlsruhe, Lörrach, Basel (Bâle)
  -  Entrée sur l'autoroute allemande A5.

## Lieux sensibles
- Au niveau de Mulhouse (110 km/h)
- Au niveau de Belfort-Montbéliard (110 km/h)